# Diócesis de Setúbal
La diócesis de Setúbal (en latín: Dioecesis Setubalensis y en portugués: Diocese de Setúbal) es una circunscripción eclesiástica de la Iglesia católica en Portugal. Se trata de una diócesis latina, sufragánea del patriarcado de Lisboa. Desde septiembre de 2023, su obispo es Américo Aguiar.

## Territorio y organización

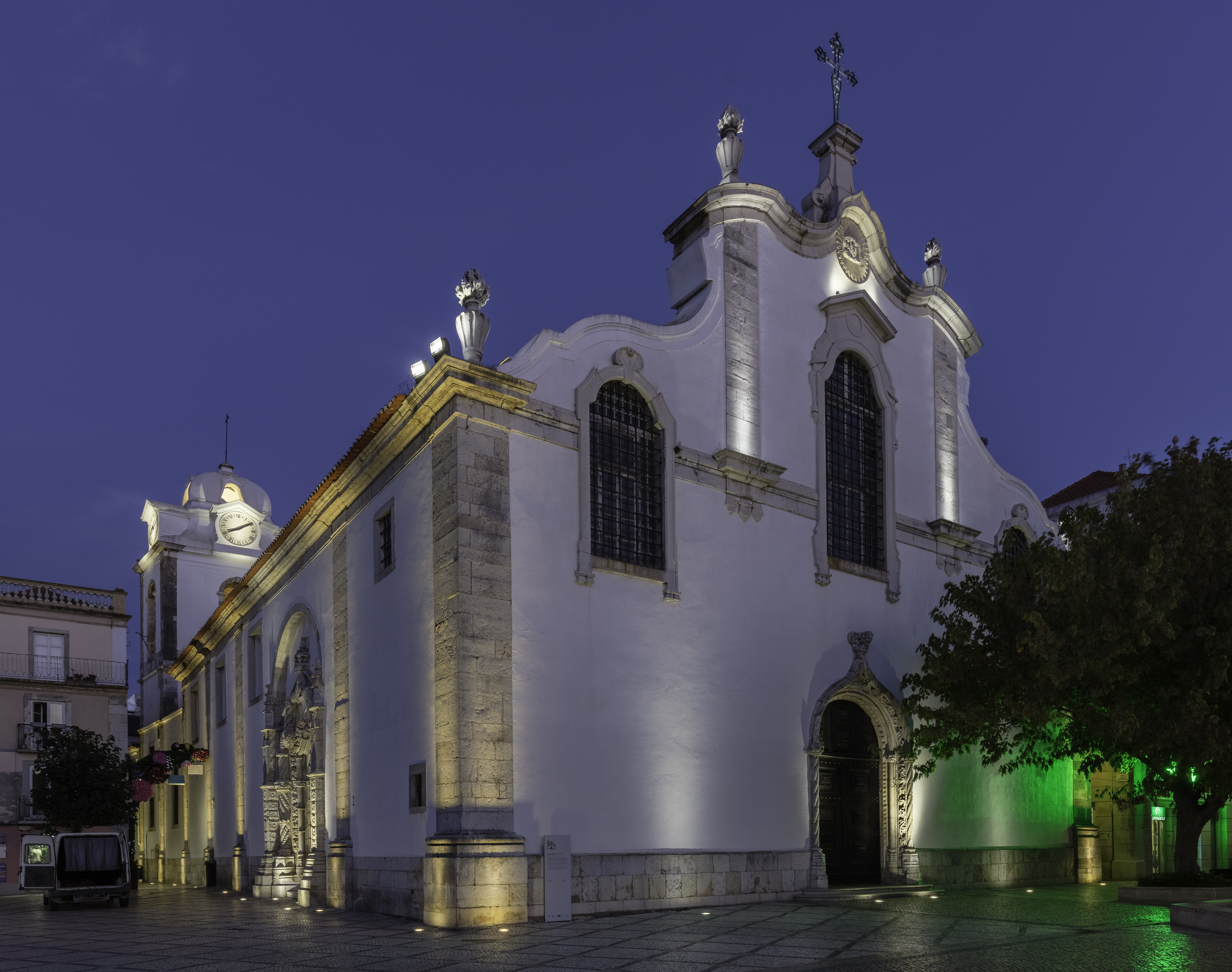
Iglesia de San Julián, en Setúbal

La diócesis tiene 1500 km² y extiende su jurisdicción sobre los fieles católicos de rito latino residentes en 9 municipios del distrito de Setúbal: Setúbal, Alcochete, Almada, Barreiro, Moita, Montijo, Palmela, Seixal, Sesimbra, así como algunas fracciones de los municipios de Alcácer do Sal y Grândola.
La sede de la diócesis se encuentra en la ciudad de Setúbal, en donde se halla la Catedral de Santa María da Graça.
En 2020 en la diócesis existían 57 parroquias agrupadas en 7 vicariatos: Almada, Barreiro-Moita, Caparica, Montijo, Palmela-Sesimbra, Seixal y Setúbal.

## Historia
La diócesis fue erigida el 16 de julio de 1975 con la bula Studentes Nos del papa Pablo VI, obteniendo el territorio del patriarcado de Lisboa y en menor medida de la arquidiócesis de Évora y de la diócesis de Beja.
El 18 de marzo de 1980, con la carta apostólica Cum Beatam Mariam, el papa Juan Pablo II confirmó a la Santísima Virgen María, venerada con el título de Santa María de Graça, como patrona principal de la diócesis.

## Estadísticas
Según el Anuario Pontificio 2021 la diócesis tenía a fines de 2020 un total de 544 820 fieles bautizados.
| Año                                                                             | Población            | Población | Población      | Sacerdotes | Sacerdotes    | Sacerdotes    | Bautizados por sacerdote | Diáconos permanentes | Religiosos | Religiosos | Parroquias |
| Año                                                                             | Bautizados católicos | Total     | % de católicos | Total      | Clero secular | Clero regular | Bautizados por sacerdote | Diáconos permanentes | Varones    | Mujeres    | Parroquias |
| ------------------------------------------------------------------------------- | -------------------- | --------- | -------------- | ---------- | ------------- | ------------- | ------------------------ | -------------------- | ---------- | ---------- | ---------- |
| 1980                                                                            | 464 000              | 546 000   | 85.0           | 62         | 33            | 29            | 7483                     |                      | 38         | 140        | 46         |
| 1990                                                                            | 525 000              | 628 000   | 83.6           | 64         | 35            | 29            | 8203                     | 4                    | 34         | 125        | 48         |
| 1999                                                                            | 550 000              | 650 000   | 84.6           | 75         | 44            | 31            | 7333                     | 4                    | 38         | 109        | 49         |
| 2000                                                                            | 550 000              | 650 000   | 84.6           | 74         | 43            | 31            | 7432                     | 4                    | 38         | 100        | 49         |
| 2001                                                                            | 550 000              | 650 000   | 84.6           | 76         | 45            | 31            | 7236                     | 4                    | 38         | 100        | 49         |
| 2002                                                                            | 550 000              | 650 000   | 84.6           | 78         | 47            | 31            | 7051                     | 4                    | 38         | 100        | 49         |
| 2003                                                                            | 550 000              | 650 000   | 84.6           | 83         | 52            | 31            | 6626                     | 2                    | 38         | 100        | 51         |
| 2004                                                                            | 550 000              | 650 000   | 84.6           | 82         | 51            | 31            | 6707                     | 2                    | 38         | 100        | 51         |
| 2010                                                                            | 509 858              | 718 900   | 70.9           | 82         | 58            | 24            | 6217                     | 10                   | 29         | 80         | 57         |
| 2014                                                                            | 537 073              | 779 379   | 68.9           | 83         | 63            | 20            | 6470                     | 12                   | 25         | 100        | 57         |
| 2017                                                                            | 541 100              | 774 000   | 69.9           | 113        | 64            | 49            | 4788                     | 12                   | 53         | 86         | 57         |
| 2020                                                                            | 544 820              | 782 000   | 69.7           | 82         | 63            | 19            | 6644                     | 13                   | 20         | 100        | 57         |
| Fuente: Catholic-Hierarchy, que a su vez toma los datos del Anuario Pontificio. |                      |           |                |            |               |               |                          |                      |            |            |            |

## Episcopologio
- Manuel da Silva Martins † (16 de julio de 1975-23 de abril de 1998 renunció)
- Gilberto Délio Gonçalves Canavarro dos Reis (23 de abril de 1998-24 de agosto de 2015 retirado)
- José Ornelas Carvalho, S.C.I. (24 de agosto de 2015-28 de enero de 2022 nombrado obispo de Leiria-Fátima)
  - Sede vacante, desde 2022